# Unione di comuni Valle del Samoggia
L'Unione di comuni Valle del Samoggia era un ente locale sovracomunale, con statuto autonomo, insediato il 23 settembre 2009 subentrando a titolo universale in tutti i rapporti attivi e passivi della Comunità montana Valle del Samoggia, che in pari data ha cessato di esistere.

## Descrizione
La sede dell'Unione era a Castello di Serravalle in via Marconi 70.
Facevano parte dell'ente i medesimi comuni che costituivano la precedente Comunità montana:
- Castello di Serravalle
- Monte San Pietro
- Monteveglio
- Savigno
- Bazzano
- Crespellano

I 6 comuni in oggetto sono situati in provincia di Bologna, ad ovest del capoluogo verso il territorio modenese.
Il territorio è generalmente collinoso e comprende anche la zona di pianura pedecollinare, nella quale sono situati Bazzano e Crespellano.
L'area è caratterizzata da intensa urbanizzazione, che comunque non ha soppresso le tradizionali attività agricole e di allevamento intensivo. L'area pedecollinare è fortemente industrializzata.
L'Unione comunale è interamente compresa nel bacino imbrifero del torrente Samoggia, tributario del fiume Reno.
Lo scioglimento della Comunità montana Valle del Samoggia è avvenuto in seguito alla delibera della Regione Emilia-Romagna del 28-10-2008 riguardante il "Riordino territoriale ex L.R. 10/2008
Nel 2012, cinque dei sei comuni facenti parte dell'Unione (tutti tranne Monte San Pietro), hanno avviato l'iter per fondersi in un unico comune. La fusione è stata approvata dell'Assemblea regionale dell'Emilia-Romagna il 5 febbraio 2013. Dal 1º gennaio 2014, data della sua nascita, il nuovo comune unico di Valsamoggia è entrato a far parte dell'Unione 
A partire dal 23 dicembre 2013, l'Unione di comuni Valle del Samoggia, a causa di un riordino istituzionale, è composta anche dai comuni di Casalecchio di Reno, Sasso Marconi e Zola Predosa che si sono aggiunti ai comuni di Monte San Pietro e Valsamoggia già membri dell'Unione.
In conseguenza di tale allargamento l'Unione, insediatasi ufficialmente il 16 giugno 2014, è stata contestualmente ridenominata Unione dei comuni Valli del Reno, Lavino e Samoggia .